# Хлопки
Хлопки — деревня в Воскресенском муниципальном районе Московской области. Входит в состав городского поселения Воскресенск. Население — 90 чел. (2010).

## География
Деревня Хлопки расположена в юго-западной части Воскресенского района, примерно в 4 км к северо-западу от города Воскресенск. Высота над уровнем моря 114 м. Рядом с деревней протекает река Нерская. В деревне 3 улицы: Охотничья, Полевая и Цветочная. Ближайшие населённые пункты — деревни Маришкино и Чемодурово.

## История
В 1926 году деревня являлась центром Хлопковского сельсовета Спасской волости Бронницкого уезда Московской губернии.
С 1929 года — населённый пункт в составе Воскресенского района Коломенского округа Московской области, с 1930-го, в связи с упразднением округа, — в составе Воскресенского района Московской области.
До муниципальной реформы 2006 года Хлопки входили в состав Чемодуровского сельского округа Воскресенского района.

## Население
В 1926 году в деревне проживало 401 человек (175 мужчин, 226 женщин), насчитывалось 80 крестьянских хозяйств. По переписи 2002 года — 60 человек (32 мужчины, 28 женщин).
| 1926 | 2002 | 2010 |
| ---- | ---- | ---- |
| 401  | ↘60  | ↗90  |